# Armija Republike Bosne i Hercegovine
Armija Republike Bosne i Hercegovine (ARBiH) bila je službena oružana snaga Republike Bosne i Hercegovine za vrijeme rata u Bosni i Hercegovini. Službeno je osnovana 15. travnja 1992., od jedinica Teritorijalne obrane BiH i organiziranih dobrovoljaca. Dan osnutka obilježavao se neko vrijeme kao Dan armije.
Nakon Daytonskog sporazuma zajedno s HVO-om je transformirana u Vojsku Federacije Bosne i Hercegovine.
Njen mandat i zadaci unutar Oružanih snaga RBiH okvirno su definirani Ustavom Republike Bosne i Hercegovine (čl. 162).

## Organizacija
Armija RBiH je bila organizirana u korpuse na regionalnoj osnovi. Tako je npr. 4. korpus ARBiH djelovao u Hercegovini, a 5.korpus Cazinskoj Krajini.
- 1. korpus: Sarajevo
- 2. korpus: Tuzla
- 3. korpus: Zenica
- 4. korpus: Mostar
- 5. korpus: Bihać
- 6. korpus: Konjic
- 7. korpus: Travnik, formiran 26. veljače 1994.

## Zapovjedna struktura
- Sefer Halilović - prvi zapovjednik Armije RBiH, na funkciji kao načelnik Glavnog štaba Armije RBiH
- Rasim Delić - zapovjednik Armije RBiH, nakon ustanovljavanja te funkcije
- Jovan Divjak - zamjenik načelnika
- Stjepan Šiber - zamjenik načelnika
- Mustafa Hajrulahović Talijan - prvi zapovjednik Prvog korpusa Armije RBiH
- Atif Dudaković - drugi zapovjednik Petog korpusa Armije RBiH
- Ramiz Dreković - treći zapovjednik Četvrtog korpusa Armije RBiH
- Mustafa Polutak - četvrti zapovjednik Četvrtog korpusa Armije RBiH
- Mehmed Alagić - prvi zapovjednik Sedmog korpusa Armije RBiH
- Blaž Kraljević - zapovjednik HOS-a Hercegovine, član Glavnog Štaba ARBiH (ubijen 15 dana nakon imenovanja)

## Povijest
8. travnja 1992. predsjedništvo BiH proglasilo je neposrednu ratnu opasnost i osnovalo Glavni štab Teritorijalne Obrane BiH. Teritorijalna obrana Bosne i Hercegovine bila je nasljednik dotadašnje Teritorijalne Obrane Socijalističke republike BiH.
Sljedeći dan, 9. travnja, Predsjedništvo BiH donijelo je odluku o ujedinjenju svih oružanih snaga na teritoriju BiH u Oružane snage BiH (OS BiH); pod zapovjedništvo Oružanih snaga trebala se staviti muslimanska Patriotska liga Bosne i Hercegovine, Zelene beretke (kao stranačka policija SDA), TO BiH, HVO, HOS i druge grupe otpora jugo-srpskoj agresiji.
Armija BiH nastala je ujedinjenjem postrojbi TO-a, Patriotske lige, Zelenih beretki, MUP-a BiH i raznih bošnjačkih dobrovoljačkih formacija u jedinstvenu vojsku 15. travnja, ali je ona tek 4. srpnja 1992. nazvana Armija Republike Bosne i Hercegovine. Do tada je korišten stari naziv TO BiH.
Sredinom srpnja 1992. HOS prihvaća vrhovno zapovjedništvo Armije RBiH, ali ne i HVO, čije je vodstvo prilikom osnivanja odbacilo TO BiH kao "iskompromitiranu".

## Ratni zločini

### Sudske odluke
Na koncu 2014. godine potpredsjednik Federacije Bosne i Hercegovine Mirsad Kebo predao je Tužilaštvu Bosne i Hercegovine dokumentaciju koja se odnosi na sumnju da su neki bošnjački zvaničnici na visokim položajima prešutili brutalne likvidacije odsijecanjem glava srpskih vojnika koje su počinili mudžahedini.Šta sadrži dokumentacija koju je Kebo dostavio Tužilaštvu?. Radio-televizija Republike Srpske
Pripadnik odreda Zulfikar Dželvad Salčin osuđen je od strane apelacionog vijeća suda BiH zbog ratnog zločina nad srpskim zarobljenikom.Novinska agencija Beta. Novinska agencija Beta (srpski). Inačica izvorne stranice arhivirana 1. svibnja 2022. Pristupljeno 22. siječnja 2021.
General Mehmed Alagić je prema haškoj tjeralici bio terećen za ubojstvo, nasilje nad životom osoba, okrutno postupanje, bezobzirno razaranje gradova, naselja i sela koje nije opravdano vojnom nužnošću, pljačku javne ili privatne imovine te uništavanje ili nanošenje štete institucijama posvećenim religiji (kršenje zakona i običaja ratovanja), kao i namjerno ubijanje, namjerno nanošenje velike patnje ili ozbiljne povrede tijela ili zdravlja, nečovječno postupanje, nezakonito zatvaranje civila i ekstenzivno uništavanje imovine koja nije opravdana vojnom nuždom.The Prosecutor v. Enver Hadžihasanović and Amir Kubura. IT-01-47 - Case Information Sheet (PDF). United Nation's ICTY. Pristupljeno 23. 1. 2019 Provjerite vrijednost datuma u parametru: |accessdate= (pomoć)Prošlo je 16 godina: General Mehmed Alagić nije umro od srca nego od nepravde. Cazin.NET (engleski). Pristupljeno 22. siječnja 2021. Proces u Hagu je stopiran pošto je Alagić preminuo 2003.
Upravnik vojnog zatvora u Hrasnici kod Sarajeva Husein Mujanović je 2020. osuđen na 10 godina zbog ratnog zločina protiv civilnog stanovništva.Nekadašnji pripadnik Armije BiH u Beogradu osuđen na deset godina. balkans.aljazeera.net (bošnjački). Pristupljeno 22. siječnja 2021.
Tijekom 2019. je počelo suđenje komandantu 5. korpusa Atifu Dudakoviću i 16 njegovih suradnika.Počelo suđenje za ratne zločine Atifu Dudakoviću i saradnicima. N1 (srpski). 2019-04-15. Inačica izvorne stranice arhivirana 28. 01. 2021. Pristupljeno 2021-01-22 Provjerite vrijednost datuma u parametru: |archive-date= (pomoć)
Časnik armije BiH Enver Buzu osuđen je na 8 godina zatvora zbog ratnog zločina tijekom masakra u Uzdolu, kada je ubijeno 27 ljudi.Bivši oficir Armije BiH osuđen za ratni zločin nad Hrvatima. B92.net (srpski). Pristupljeno 22. siječnja 2021.Zapovjednik Armije BiH osuđen na osam godina zatvora za ubojstvo 27 hrvatskih civila. www.index.hr. Pristupljeno 5. lipnja 2021.
Pripadnici teritorijalne odbrane "Stela"Džananoviću i Gadži 16 godina zatvora za zločine nad srpskim civilima. BHRT (srpski). 11. lipnja 2021. Pristupljeno 12. lipnja 2021. Senad Džananović zvani Glavoguz i Edin Gadža zvani Kimun sa nadređenima Jusufom Jukom Prazinom i Samirom Kahvedžićem, osuđeni su zbog učešća u udruženom zločinačkom pothvatu koji je za cilj imao nezakonito lišavanje slobode civila iz srpskog naroda sa teritorija grada Sarajeva. Civili su podvrgnuti ubojstvima, silovanjima, mučenju, nečovječnom postupanju, primorani na prinudni rad i bili su žrtve različitih vidova psihofizičkog zlostavljanja.SILOVALI I MUČILI SRBE: Senadu Džananoviću i Edinu Gadži 16 godina zatvora. NOVOSTI (srpski). Pristupljeno 12. lipnja 2021.
Na koncu travnja 2022. komandant Trećeg korpusa Armije RBiH Sakib Mahmuljin,Prvostepenom presudom Mahmuljin osuđen na deset godina zatvora. balkans.aljazeera.net (bošnjački). Pristupljeno 22. siječnja 2021.Sakib Mahmuljin osuđen na 10 godina za ratni zločin na području Vozuće i Zavidovića. Radio Slobodna Evropa (srpsko-hrvatski). Pristupljeno 22. siječnja 2021.Serbia, RTS, Radio televizija Srbije, Radio Television of. Sakib Mahmuljin za zločine nad Srbima dobio 10 godina zatvora. www.rts.rs. Pristupljeno 22. siječnja 2021. pod čijom komandom je tijekom rata u BiH djelovao i odred "El Mudžahedin", pravosnažno je osuđen na osam godina zatvora za ratne zločine počinjene nad Srbima na području Vozuće i Zavidovića 1995. godine.Stanišić, Dušanka. Osam godina zatvora za zločine mudžahedina nad Srbima. Politika Online. Pristupljeno 28. travnja 2022.

## Simboli
Najčešći simbol je ljiljan. Grb Armije RBiH je zapravo grb RBiH uz neke dodatke kao što su dva zlatna mača koji prolaze dijagonalno kroz grb i vojni natpisi iznad grba.
1992. godine grb sa zlatnim ljiljanima, načinjen prema grbu Kotromanića prema prijedlogu Hrvatske demokratske zajednice  u Skupštini Republike Bosne i Hercegovine nalazi svoju ponovnu upotrebu s proglašenjem neovisne Republike Bosne i Hercegovine.
Zastava Republike Bosne i Hercegovine sastojala se od stiliziranoga povijesnog grba na bijeloj podlozi. Zastava je poslije postala i zastavom Armije Republike Bosne i Hercegovine, a ljiljani su bili prisutni i na grbovima postrojbi Hrvatskog vijeća obrane u Bosanskoj Posavini i Središnjoj Bosni.
Kroz cijelu svoju vladavinu Kotromanići su bili u jačem ili slabijem vazalskom odnosu prema hrvatsko-ugarskim kraljevima. Grb obitelji Kotromanić, napose Tvrtka I. Kotromanića, sastojao se od plavoga polja na kojem je koso udesno postavljena srebrna greda s po tri zlatna ljiljana sa svake strane grede. Iznad grba bila je kaciga s krunom i perjanicom. Kruna je obično sastavljena od stiliziranih ljiljana.
S obzirom na 1.606. poginulih Hrvata, od toga broja 518 vojnika HVO-a i 1.088 civila te 150.000 prognanih Hrvata Armija Republike Bosne i Hercegovine za vrijeme bošnjačko-hrvatskog sukoba, koja je za simbole imala upravo ljiljane, nastala je umjetna odbojnost hrvatskog naroda prema vlastitoj heraldici –  ljiljanima, u sjevernoj i središnjoj Bosni te u sjevernoj i središnjoj Hercegovini.

## Odlikovanja

### Zlatni ljiljan
Zlatni ljiljan je najveće odlikovanje za jednog pripadnika ARBiH. Dobiva se za urađeno neko junačko djelo i efikasnost odrađivanja svrhe i cilja ARBiH.